# Wacławów (Radom)
Pour les articles homonymes, voir Wacławów.
Wacławów (prononciation : [vat͡sˈwavuf]) est un village polonais de la gmina de Wolanów dans le powiat de Radom de la voïvodie de Mazovie dans le centre-est de la Pologne.
Il se situe à environ 5 kilomètres au nord de Wolanów (siège de la gmina), 12 kilomètres à l'ouest de Radom (siège du powiat) et à 89 kilomètres au sud de Varsovie (capitale de la Pologne).

## Histoire
De 1975 à 1998, le village appartenait administrativement à la voïvodie de Radom.